# 大楠道代
大楠 道代（おおくす みちよ、1946年〈昭和21年〉2月27日 - ）は、日本の女優。中国天津市出身。旧姓は安田。

## 来歴・人物
武庫川学院高等学校を経て、武庫川学院短期大学国文科に進学した。
1964年、大学在学中に日活にスカウトされ、在学のまま吉永小百合主演の映画『風と樹と空と』で本名の安田 道代でデビュー。翌年、知人に勝新太郎を紹介され、勝にその才能を惚れ込まれて大映と正式に契約。短大を中退し、本格的に女優に専念。大映宣伝部は山本富士子の再来と大々的に売り出す。
入社第1作は若尾文子主演の『処女が見た』で、勝の実兄の城健三朗と共演した。これが成功してスター女優として歩みだす。城とは実生活で恋仲になったという。
1966年、この年のテレビドラマでヒットした『氷点』が映画化され、ヒロイン役を務めたがミスキャストと評価された。製作を急ぎすぎ白黒作品であったことも低評価につながった。
1967年、『痴人の愛』でナオミ役を演じたのをきっかけに、青春スター路線から異色演技派女優に転身。1968年から1969年にかけて低予算の「秘録おんな｣シリーズ、「関東おんな｣シリーズなどの「エログロ・異色時代劇路線」と呼ばれる一連のシリーズに主演。また一方で、勝新太郎や市川雷蔵の相手役を演じる。大映の経営が傾くなか、官能路線からくノ一役まで、様々な役をこなした。『笹笛お紋』（1969年）では女版「木枯らし紋次郎」、『女左膳濡れ燕片手斬り』（1969年）では女版「丹下左膳」を演じている。
1968年、タイの首都バンコクで2月11日から15日まで開催された「バンコク日本映画週間」にいしだあゆみ・大原麗子・早瀬久美・山本陽子ら女優陣の一人として出席。初日には同国のプミポン国王とシリキット王妃が出席し『日本のいちばん長い日』を鑑賞した。
1971年、大映倒産前に退社しフリーとなり、若手ながら成熟した大人の女性を数多く演じた。
1976年に日本のデザイナー・ブランドの先がけ「ビギ」の設立者のひとりである大楠裕二と結婚し、芸名も大楠道代に改名した。1980年代のビギの全盛期には、ビギの役員であるため俳優タレント部門の長者番付の上位に並ぶこともあった。
1980年に公開された映画『ツィゴイネルワイゼン』で日本アカデミー賞ほか数多くの映画賞を獲得した。
阪本順治作品に常連起用されており、演技派女優として活躍。

## 主な出演

### 映画
1964年
- 風と樹と空と
- 河内ぞろ 喧嘩軍鶏 (1964年、日活)

1966年
- 処女が見た
- 氷点
- 野菊のごとき君なりき
- 殿方御用心
- 私は負けない
- 座頭市海を渡る
- 殺人者
- 兵隊やくざ 大脱走
- 新書・忍びの者
- 小さい逃亡者

1967年
- 三匹の女賭博師
- 痴人の愛
- ひき裂かれた盛装
- 陸軍中野学校 竜三号指令
- 若い時計台

1968年　
- 秘録おんな牢
- セックス・チェック 第二の性
- 秘録おんな蔵
- 関東おんなやくざ
- 尼くずれ
- 続・秘録おんな牢
- 女賭博師乗り込む
- 女賭博師みだれ壺
- 悪名十八番

1969年
- 悪名一番勝負
- 秘録おんな寺
- 笹笛お紋
- 関東おんな悪名
- 出獄四十八時間
- 関東おんな極道
- 関東おんなド根性
- 女左膳 濡れ燕片手斬り

1970年
- おんな極悪帖
- 博奕打ち いのち札
- 忍びの衆

1971年
- 新女賭博師 壷ぐれ肌

1972年
- 新兵隊やくざ 火線

1973年
- 子連れ狼 冥府魔道

1974年
- 喜劇 だましの仁義

1974年
- 金環蝕

1980年
- ニッポン警視庁の恥といわれた二人 刑事珍道中
- ツィゴイネルワイゼン

1981年
- 陽炎座

1984年
- ロケーション

1987年
- 親鸞 白い道
- ベッドタイムアイズ
- BU・SU

1990年
- 鉄拳

1991年
- 夢二

1998年
- 愚か者 傷だらけの天使

2000年
- 顔

2003年
- 座頭市
- 赤目四十八瀧心中未遂

2005年
- 空中庭園
- 春の雪

2008年
- ジャージの二人

2010年
- 人間失格

2011年
- 大鹿村騒動記

2012年
- I'M FLASH!

2016年
- 団地 - 行徳君子 役

2020年
- 一度も撃ってません

### テレビドラマ
- 風雲児半次郎（1964年 - 1965年、東京12チャンネル） - たみ
- 命を賭けます（1971年、東京12チャンネル）- 静
- 徳川おんな絵巻 第44話「復讐の牝豹」・第45話「姿なき殺人」（1971年、関西テレビ・東映） - 千鶴
- 木枯し紋次郎 第6話「大江戸の夜を走れ」（1972年、フジテレビ・C.A.L） - お小夜
- アイフル大作戦 第4話「仮面の女」（1973年、TBS・東映）
- 必殺仕置人 第8話「力をかわす露の草」（1973年、朝日放送・松竹） - ぬい
- 水戸黄門 第4部 第4話「鬼と呼ばれた娘 -三国峠-」（1973年、TBS・C.A.L）- 七重
- 剣客商売 第20話「男まさり」（1973年、フジテレビ・東宝・俳優座）- おしま
- 荒野の用心棒 第16話「烈風輸送隊に白馬が嘶いて…」（1973年、NET・三船プロ） - お蝶
- 非情のライセンス 第1シリーズ 第13話「兇悪の化粧」（1973年、NET・東映） - 秋代
- 風の中のあいつ （1973年 - 1974年、TBS・東京映画、渡辺企画） - おりは
- 大江戸捜査網 第130話「さらば珊次郎」～第182話「隠密同心・胡蝶炎の彼方に」（1974年 - 1975年、東京12チャンネル・三船プロ） - 隠密同心・くれないお蝶
- 伝七捕物帳 第15話「油地獄の女」（1974年、日本テレビ・ユニオン映画） - お葉
- 寺内貫太郎一家 （1974年、TBS） - 直子
- 時間ですよ・昭和元年 （1974年、TBS）
- 悪魔のようなあいつ （1975年、TBS）
- ばあちゃんの星 （1975年、TBS）
- 必殺仕業人 第1話「あんたこの世をどう思う」（1976年、朝日放送・松竹） - お未央の方
- 子連れ狼 第3部 第5話「母なる味」（1976年、NTV / ユニオン映画） - お仙
- 人魚亭異聞 無法街の素浪人 第2話「霧の夜 蝶は死ぬ」（1976年、NET・三船プロ） - お蝶
- 俺たちの旅 第41話「生きてる限りせつないのです」（1976年、日本テレビ・ユニオン映画） - ともこ
- 夫婦旅日記 さらば浪人 第22話「灯籠流しの女」（1976年、フジテレビ・勝プロ）
- 太陽にほえろ! 第225話「疑惑」（1976年、NTV・東宝） - 倉田かよ
- 河内まんだら （1977年、NHK） - 久仁子
- 二十五年目の顔（1977年7月14日、NHK） - 中村弓子
- 土曜ドラマ 鎌田敏夫シリーズ / 十字路 第一部第3話「沖縄編 自由」（1978年、NHK）
- 冬の虹 （1979年、NHK）
- 蒼き狼 成吉思汗の生涯 （1980年、テレビ朝日）
- 滋賀銀行九億円横領事件 女の決算 （1981年、テレビ朝日）
- 銀河テレビ小説（NHK）
  - 暗闇のセレナーデ（1985年9月9日 - 10月9日）
- 火曜サスペンス劇場 （日本テレビ） 
  - 女検事・霞夕子4 美しき容疑者 （1987年、東海映画社）
  - シンデレラの仮面 （1988年、国際放映）
- 松田聖子のスイート・メモリーズ （1987年、TBS）- 若杉章子
- LUCKY! 天使、都へ行く （1989年、フジテレビ）
- 金曜日の食卓 （1991年、NHK）
- あしたがあるから （1991年、TBS）
- 味な女たち （1998年 NHK）
- タブロイド （1998年、フジテレビ）
- ロケットボーイ （2001年、フジテレビ）

### 演劇
- 北島三郎特別公演「北海の親子星」

## 音楽
シングル
- 「若い時計台」（1967年、クラウン） - 太田博之とのデュエット。※安田道代名義

作詞：星野哲郎、作曲：鏑木創

## 受賞

### 日本アカデミー賞
- 第4回（1981年）　最優秀助演女優賞　『ツィゴイネルワイゼン』
- 第24回（2001年）　優秀助演女優賞　『顔』
- 第27回（2004年）　優秀助演女優賞　『座頭市』
- 第29回（2006年）　優秀助演女優賞　『春の雪』

### キネマ旬報ベスト・テン
- 第54回（1981年）　助演女優賞　『ツィゴイネルワイゼン』
- 第72回（1999年）　助演女優賞　『愚か者 傷だらけの天使』
- 第74回（2001年）　助演女優賞　『顔』
- 第77回（2004年）　助演女優賞　『赤目四十八瀧心中未遂』『座頭市』

### 毎日映画コンクール
- 第58回（2004年）　女優助演賞　『赤目四十八瀧心中未遂』『座頭市』
- 第66回（2012年）　田中絹代賞

### ブルーリボン賞
- 第46回（2004年）　助演女優賞　『赤目四十八瀧心中未遂』『座頭市』

### その他
- 1966年 エランドール新人賞
- 2000年 第15回高崎映画祭　助演女優賞　『顔』
- 2000年 第13回日刊スポーツ映画大賞　助演女優賞　『顔』
- 2001年 第10回東京スポーツ映画大賞 助演女優賞　『顔』
- 2004年 第13回東京スポーツ映画大賞　助演女優賞　『座頭市』